# Hans-Dieter Müller (Ingenieur)
Hans-Dieter Müller (* 3. Dezember 1929 in Halle an der Saale; † 23. Juli 2013) war ein deutscher Ingenieur und Hochschullehrer. Von 1980 bis 1990 war er Rektor der Fachhochschule Karlsruhe.

## Leben
Nach einer Lehre studierte Hans-Dieter Müller an der Technischen Hochschule Dresden und schloss das Studium 1958 als Diplomingenieur ab. 1960 flüchtete er aus der DDR. Anschließend arbeitete er bei der Siemens AG in Karlsruhe als Entwicklungsingenieur im Bereich Fernsehtechnik.
Am 1. April 1963 wurde Hans-Dieter Müller zum Professor für Fernsehtechnik und Nachrichtentechnik an die Staatliche Ingenieurschule Karlsruhe berufen. 1973 wurde er zum Prorektor und 1980 zum Rektor der Nachfolgeinstitution Fachhochschule Karlsruhe gewählt. Zudem war er Mitglied der Lenkungskommission bei Konzept '88, das der Entscheidungsfindung zur Errichtung eines Zentrums für Kunst und Medientechnologie in Karlsruhe diente.
Hans-Dieter Müller gehörte zu den Ehrenkuratoren des von 2008 bis 2012 amtierenden Kuratoriums der Hochschule Karlsruhe. Weiterhin gehörte er dem 1996 gegründeten Freundeskreis Maschinenbau im Verein der Freunde der Fachhochschule Karlsruhe an und war deren Ehrenvorsitzender.
Am 1. März 1990 wurde Hans-Dieter Müller in den Ruhestand versetzt, wirkte aber noch viele Jahre als Redaktionsmitglied des jeweils zum Semesterbeginn erschienenen Magazins der Fachhochschule Karlsruhe mit.

## Ehrungen
- Ehrenvorsitzender des Freundeskreises Maschinenbau im Verein der Freunde der Fachhochschule Karlsruhe
- Ehrennadel des Landes Baden-Württemberg für ehrenamtliche Verdienste
- Verdienstkreuz am Bande des Verdienstordens der Bundesrepublik Deutschland
- Ehrenkurator der Hochschule Karlsruhe